# Карвасарский, Борис Дмитриевич
Бори́с Дми́триевич Карваса́рский (3 февраля 1931, Деражня, Хмельницкая область, Украинская ССР, СССР — 24 сентября 2013, Санкт-Петербург, Россия) — советский и российский психиатр, психотерапевт и медицинский психолог. Доктор медицинских наук (1968), профессор (1971). Заслуженный деятель науки Российской Федерации (1996).
Руководитель отделения неврозов и психотерапии института им. В. М. Бехтерева, главный психотерапевт Министерства здравоохранения РФ, возглавлял Федеральный научно-методический центр по психотерапии и медицинской психологии Министерства здравоохранения Российской Федерации. Президент Российской психотерапевтической ассоциации.
Председатель Проблемной комиссии «Медицинская психология» Российской академии медицинских наук.

## Биография
В 1954 году окончил Военно-медицинскую академию имени С. М. Кирова с дипломом врача-психиатра.
В 1957 году поступил в аспирантуру Санкт-Петербургского научно-исследовательского психоневрологического института им. В. М. Бехтерева, в 1960 году успешно окончил аспирантуру и в Ленинградском институте усовершенствования врачей защитил диссертацию на соискание учёной степени кандидата медицинских наук по теме «Головные боли при неврозах: (Некоторые вопросы клиники, этиопатогенеза, патофизиологии и терапии)».
Работал в НИИ им. В. М. Бехтерева.
В 1967 году в Военно-медицинской академии имени С. М. Кирова защитил диссертацию на соискание учёной степени доктора медицинских наук «Патогенетические механизмы и дифференциальная диагностика головных болей в клинике неврозов».
В 1971 году присвоено учёное звание профессора.
С 1965 по 1975 годы преподавал в Ленинградском государственном университете, где занимал должность профессора факультета психологии (с 1970 по 1975).
С 1982 по 1993 годы одновременно работал в Санкт-Петербургской медицинской академии последипломного образования. Организовал кафедру психотерапии, ставшую ведущей в России; на базе этой кафедры были созданы четыре новые кафедры (психотерапии, медицинской психологии, сексологии и детско-подростковой психотерапии), причем кафедра медицинской психологии является первой самостоятельной кафедрой в системе учреждений последипломного образования. Три из этих четырёх кафедр МАПО возглавляются его учениками.
Последние годы (1999—2012) выполнял большую общественную работу: в качестве Главного психотерапевта, Руководителя Федерального научно-методического центра по психотерапии и медицинской психологии (занимал этот пост с 1986), Президента созданной им профессиональной Российской психотерапевтической ассоциации, Председателя Проблемной комиссии «Медицинская психология» Российской академии медицинских наук. Положил начало созданию широкой инфраструктуры психотерапевтической и медико-психологической службы в России.
Являясь Главным психотерапевтом Министерства здравоохранения и социального развития Российской Федерации заложил основы широкой современной инфраструктуры психотерапевтической помощи населению. Создал институт главных психотерапевтов в регионах РФ, организовал их подготовку и усовершенствование. Являлся руководителем ряда международных психотерапевтических программ в том числе с учеными Германии, США.
Умер 24 сентября 2013 года у себя дома, вернувшись с заседания учёного совета.

## Награды
- Орден «Знак Почёта» (1981)
- медаль ордена «За заслуги перед Отечеством» II степени (2007)
- Почётное звание «Заслуженный деятель науки Российской Федерации» (1996).

## Научная деятельность
Б. Д. Карвасарский — ученик и последователь известного психиатра, психотерапевта и медицинского психолога В. Н. Мясищева.
Б. Д. Карвасарский являлся ведущим в стране учёным в области неврозов, психотерапии и медицинской психологии.
Автор 205 опубликованных научных работ, 12 монографий. Монографии Б. Д. Карвасарского «Неврозы» (1980, 1990), «Психотерапия» (1985), «Медицинская психология» (1982) способствовали развитию этих важнейших областей медицинской науки и практики. Главный редактор нескольких энциклопедий и учебников, в том числе «Психотерапевтической энциклопедии», «Клинической психологии» (учебник для студентов медицинских вузов и психологических факультетов).
Под его руководством защищено 123 диссертации (23 докторских и 100 кандидатских).

### Научные труды
- Карвасарский Б. Д. Головные боли при неврозах и пограничных состояниях. — Л.: Медицина. Ленингр. отд-ние, 1969. — 192 с.
- Карвасарский Б. Д. Медицинская психология. — Л.: Медицина: Ленингр. отд-ние, 1982. — 271 с.
- Карвасарский Б. Д. Психотерапия. — М.: Медицина, 1985. — 304 с.
- Карвасарский Б. Д., Простомолотов В. Ф. Невротические расстройства внутренних органов / Отв. ред. В. А. Ташлыков; М-во здравоохранения МССР. — Кишинёва: Штиинца, 1988. — 166 с. ISBN 5-376-00478-3
- Карвасарский Б. Д. Неврозы : Руководство для врачей. — 2-е изд., перераб. и доп. — М.: Медицина, 1990. — 573 с. ISBN 5-225-01168-3